# Quastor
Quastor (né le 15 mai 1960 et mort le 1er juillet 1980) est un étalon du stud-book Selle français, dont l'influence est très significative sur les lignées de chevaux de saut d'obstacles françaises. Considéré comme un chef de race, il est reconnu comme l'un des meilleurs pères de juments poulinières chez le Selle français. Parmi ses descendants figurent notamment First de Launay*HN, Nino des Buissonnets et Piaf de B'Neville. 

## Histoire
Il naît le 15 mai 1960, chez M. Alphonse Chauvin, dans son élevage du sud de la Manche.

## Description
Quastor est un étalon inscrit au stud-book Selle français ; il toise 1,65 m, et porte une robe baie.

## Origines
Quastor est un fils du célèbre chef de race Ibrahim, ce qui en fait un demi-frère d'Almé. Orange Peel apparaît deux fois dans son pedigree en 3e génération.
Il compte 41,93 % d'origines Pur-sang.

## Descendance et hommages
Quastor est mis à la reproduction de 1975 jusqu'à sa mort, en 1980. Ses descendants sont réputés pour leur force et leurs trajectoires, mais peuvent manquer de sang, d’équilibre et de moral. Il a été classé 11 fois parmi les 15 premiers pères de gagnants en compétition de saut d’obstacles entre 1974 et 1986. Il s'est révélé être l'un des meilleurs pères de poulinières du Selle français. Parmi ses descendants directs, on compte Fair Play III (1971), Framboise, Harmonie de Thurin, Kastomelle (mère d'Atout d'Isigny), Cibelle (mère de Silbersee), Lieu de Rampan et Lutine des Ifs (mère de Paladin des Ifs) ; il est aussi un ascendant de First de Launay*HN, Nino des Buissonnets, et Piaf de B'Neville. 
Une plaque à son nom est conservée dans l'écurie n°5 du Haras national de Saint-Lô.